# 広島電鉄600形電車 (初代)
広島電鉄600形電車（ひろしまでんてつ600かたでんしゃ）は、1942年（昭和17年）から1972年（昭和47年）まで広島電鉄に在籍していた路面電車車両。1976年（昭和51年）に西日本鉄道（北九州線）より譲渡された600形については広島電鉄600形電車 (2代)を参照のこと。広島市への原子爆弾投下で被災した被爆電車であった。

## 概要
新線開業に伴う輸送力増強を目的として、1942年に加藤車輛で3両（601 - 603）が製造された。スタイルや3扉の半鋼製車体という点は同時期に登場した650形と同じだが、前照灯は埋め込み式で、中央扉は片開きとなった。
1945年（昭和20年）8月6日の原爆では、電車宮島駅（現:広電宮島口駅）に故障留置中だった601号を除く2両が被害を受けたが、1946年11月までに全て復旧された。

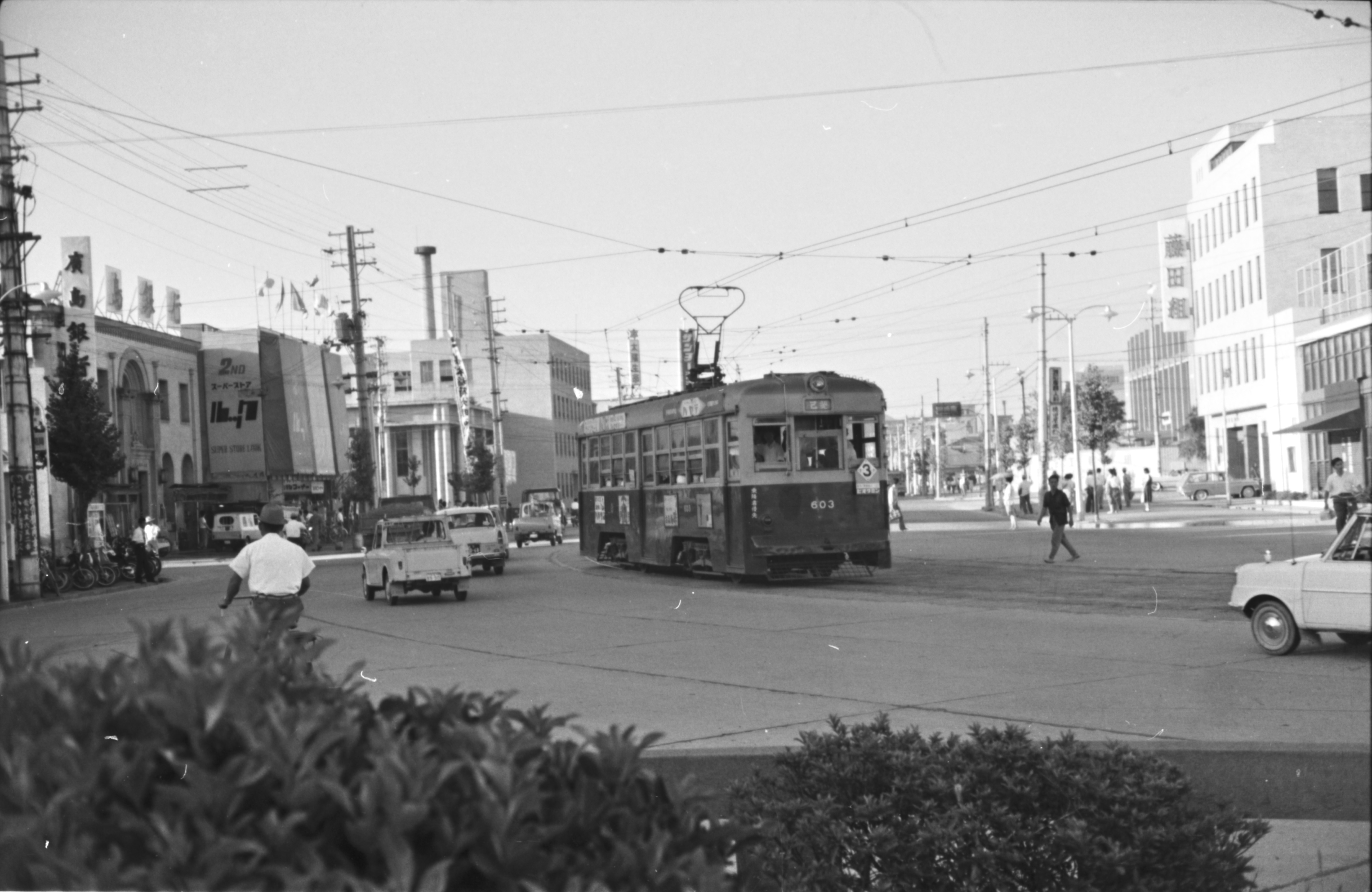
広島電鉄　603号　昭和30年代後半　鷹野橋

1969年（昭和49年）時点では3両全車が千田車庫に配置されていた。650形の様に低床化改造はなされず、1972年までに消滅した。

## 原子爆弾による被害
| 車番 | 被災場所・状況                  | 状態     | 復旧       | 備考             |
| 601  | 電車宮島駅に停泊                | 損傷なし | 1946年11月 | 故障のため留置中 |
| 602  | 江波で被爆                      | 大破     | 1946年4月  |                  |
| 603  | 千田町車庫（現:千田車庫）で被爆 | 大破     | 1945年11月 |                  |

## 各車状況
| 車番 | 認可           | 竣工       | 廃車          |
| 601  | 1942年10月21日 | 1942年12月 | 1972年3月31日 |
| 602  | 1942年10月21日 | 1942年12月 | 1972年3月31日 |
| 603  | 1942年10月21日 | 1942年12月 | 1972年3月31日 |

### 書籍
- 『世界の鉄道　1964年版』朝日新聞社・木村庸太郎編集発行、朝日新聞社、1963年9月。
- 『私鉄の車両3 広島電鉄』（保育社・飯島巌） ISBN 4586532033
- 加藤一考『もう一つの語り部 被爆電車物語』南々社、2015年7月。ISBN 9784864890342。
- 長船友則『広電が走る街 今昔』JTBパブリッシング〈JTBキャンブックス〉、2005年6月。ISBN 4533059864。
- 『広島の路面電車65年』（毎日新聞ニュースサービス社・広島電鉄）
- 和久田康雄『日本の市内電車 : 1895-1945』成山堂書店、2009年3月。ISBN 9784425961511。

### 雑誌
- 『鉄道ピクトリアル』1969年4月号臨時増刊、（通巻232号）、鉄道図書刊行会、1969年4月。
  - 窪田正実「広島電鉄広島市内線」 pp. 102-104
  - 「全日本路面電車要目総括表」 pp. 131-138